# Habiba de Valencia
Habiba de Valencia (fallecida en 1127), también conocida como Thoma, fue una erudita de Al-Ándalus, especializada en los estudios de gramática y de jurisprudencia. Escribió libros sobre los dos temas que tuvieron una amplia repercusión, convirtiéndose en una autoridad reconocida en su tiempo y más tarde.